# Resolución 1254 del Consejo de Seguridad de las Naciones Unidas
La Resolución 1254 del Consejo de Seguridad de las Naciones Unidas, aprobada por unanimidad el 30 de julio de 1999, tras ver resoluciones anteriores sobre Israel y el Líbano, incluidas las 501 (1982), 508 (1982), 509 (1982) y 520 (1982), así como estudiar el informe del Secretario General sobre la Fuerza Provisional de las Naciones Unidas en el Líbano (FPNUL), aprobado en la 426 (1978), el Consejo decidió prorrogar el mandato de la FPNUL por otros seis meses, hasta el 31 de enero de 2000. 
A continuación, el Consejo volvió a destacar el mandato de la Fuerza y pidió al Secretario General que prosiguiera las negociaciones con el Gobierno del Líbano y otras partes interesadas respecto de la aplicación de las resoluciones 425 (1978) y 426 (1978) y que presentara un informe al respecto.
Se condenó toda violencia contra la FPNUL y se instó a las partes a poner fin a los ataques contra la Fuerza. El Secretario General Kofi Annan había informado de un aumento de los combates entre las Fuerzas de Defensa de Israel y el Ejército del Sur del Líbano por un lado y la organización terrorista Hezbolá por otro en el sur del Líbano, con ataques aéreos israelíes contra objetivos civiles comprometidos por Hezbolá al usarlos como instalaciones militares en el Líbano, para continuar el lanzamiento de cohetes hacia el norte de Israel. Se registraron un total de 359 incidentes y ambas partes fueron hostiles hacia la FPNUL durante el cumplimiento de su mandato. Se fomentaron más ahorros de eficiencia siempre que no afectaran la capacidad operativa de la operación.